# アンナ・フォン・ヘッセン＝ダルムシュタット
アンナ・フォン・ヘッセン＝ダルムシュタット（ドイツ語: Anna von Hessen-Darmstadt, 1843年5月25日 - 1865年4月16日）は、ドイツ・ヘッセン大公国の大公女で、メクレンブルク＝シュヴェリーン大公フリードリヒ・フランツ2世の2番目の妃。

## 生涯
ヘッセン大公ルートヴィヒ2世の次男カールと、その妻でプロイセン王子ヴィルヘルムの娘であるエリーザベトの間の第3子、長女としてダルムシュタットで生まれた。全名はマリア・アンナ・ヴィルヘルミーネ・エリーザベト・マティルデ（Maria Anna Wilhelmine Elisabeth Mathilde）。

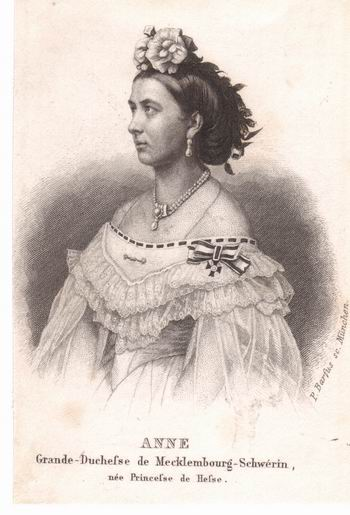
メクレンブルク大公妃アンナ、（パウル・バーフース作、1865年頃）

1864年5月12日にダルムシュタットにおいて、20歳年上のフリードリヒ・フランツ2世と結婚した。フリードリヒ・フランツは1862年に最初の妻のアウグステと死別しており、アンナとは1863年夏に開催されたフランクフルトのドイツ王侯の集い（Frankfurter Fürstentag）で知り合った。大公はアンナの信心深さや内気な性格を亡き妻アウグステと重ね合わせ、彼女に求婚した。アンナは結婚と同時に、夫の先妻の産んだ4人の子供たちの継母となった。
結婚の翌年、アンナは第1子を出産した際に産褥熱に罹患し、わずか21歳でこの世を去った。遺骸はシュヴェリーン聖堂（Schweriner Dom）に安置された。フリードリヒ・フランツ2世は1868年、シュヴァルツブルク＝ルードルシュタット家の侯女マリーを3度目の妻に迎えた。

## 子女
- アンネ・エリーザベト・アウグステ・アレクサンドリーネ（1865年 - 1882年）